# Іллінсько-Подомське
Іллінсько-Подомське (рос. Ильинско-Подомское) — село в Вілегодському районі Архангельської області Російської Федерації.
Населення становить 3254 особи. Входить до складу муніципального утворення Вілегодський муніципальний округ.

## Історія
До 2020 року входихо до складу муніципального утворення Іллінське муніципальне утворення.

## Населення
| 1959  | 1970  | 1979  | 1989  | 2002  | 2009  | 2010  |
| ----- | ----- | ----- | ----- | ----- | ----- | ----- |
| 1580  | ↗1987 | ↗2971 | ↗3365 | ↘2973 | ↗3154 | ↗3682 |
| 2012  |       |       |       |       |       |       |
| ↘3254 |       |       |       |       |       |       |